# Planspiegel
Der Planspiegel ist ein auf der Vorderseite verspiegelter Spiegel, dessen reflektierende Fläche plan ist, also näherungsweise einer exakten mathematischen Ebene entspricht. Für praktische Fälle werden meist Kugelflächen mit Radien im 10-km-Bereich als hinreichend plan angesehen.
Solche Spiegel werden in optischen Versuchsaufbauten (siehe Optische Bank) benutzt, um Lichtstrahlen in eine andere Richtung umzulenken.

## Mechanische Halter
Für solche Spiegel in optischen Aufbauten benötigt man auf unter 1 µm genau definierte Halter.
Sie nutzen Vorspannung durch Feder und Lager.
- Gleitlager sind definierter als Wälzlager.
- Gewindespindeln erlauben ein Verstellen.
- Ein Spiegelhalter besteht aus einem Festlager (Saphir-Kugel in einem hohlen Tetraeder), einem Loslager mit einem Translationsfreiheitsgrad, einem Loslager mit zwei Translationsfreiheitsgraden.
- Eine definierte Kardanische Aufhängung besteht lagertechnisch aus zwei gestapelten Spiegelhaltern.
- Ein definiertes Linearsystem besteht aus zwei Loslagern mit einem Translationsfreiheitsgrad auf einer Schiene und einem dritten Loslager auf einer zweiten Schiene.
- Ein definierter Hexapod besteht aus einem beweglichen, einem festen Rahmen und sechs Beinen. Die Beine sind über Festlager mit den Rahmen verbunden. Die Beine bestehen aus zwei Teilen, die über ein Linearsystem miteinander verbunden sind. Durch Entspannung der Feder kann ein Bauteil entnommen werden und durch Spannen wieder exakt zurückgesetzt werden.

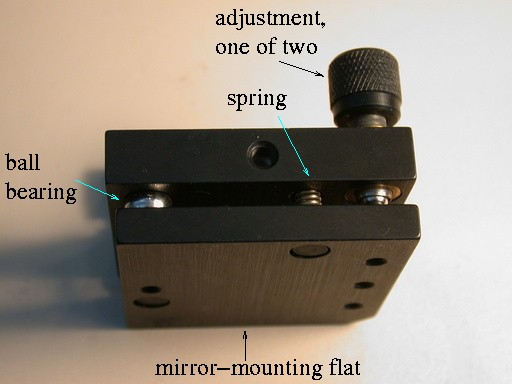
Kommerzielle Spiegelmontierung

Spiegelmontierung mit einem Festlager (mittlere Schraube) und zwei Loslagern mit Gewindespindeln, davon eine mit einem zusätzlichen Freiheitsgrad durch die längliche Nut, die als Gleitlager fungiert